# María Cabrales
María Magdalena Cabrales Fernández (Santiago de Cuba, capital de la antigua provincia de Oriente, 20 de marzo de 1842-ibidem, 28 de julio de 1905) fue la esposa del general independentista cubano Antonio Maceo. El matrimonio estableció su vivienda en la finca La Esperanza, donde vivía la familia Maceo Grajales.

## Trayectoria
Su fuerte carácter y acendrado patriotismo corrieron al parejo con los del compañero de su vida. Nunca reparó en la dureza de la vida en campaña de guerra, principalmente para una mujer, que en determinados momentos ya tenía 2 hijos. Tenía una extraordinaria inteligencia, no se desarrolló intelectualmente por las características de la época, que marginaban a las mujeres, como si estas estuvieran destinadas sólo a las labores domésticas; pero supo adaptarse a la precariedad económica de la vida revolucionaria. 
Compartió con Maceo, su esposo, las tentativas rebeldes, las persecuciones, la guerra, los montes y el destierro. Vivió con Maceo la gesta heroica de la Guerra de los Diez Años, la rebeldía inflexible de los Mangos de Baraguá, el intento revolucionario de desarrollar la llamada "Guerra Chiquita" y también la etapa sublime de la "Guerra Necesaria". 
Se tuvo que marchar del país y fue a residir a Costa Rica, allí fundó el Club de Mujeres Cubanas de Costa Rica. Su encanto personal hacía aumentar los fondos colectados y su labor de ímpetu no era superada por nadie. De ella dijo el Héroe Nacional José Martí que fue una de sus mejores colaboradoras en aquel país hermano.
Participó en la marcha triunfal de Oriente a Occidente y se ha comentado que en algunas ocasiones los españoles perseguían al coloso mambí por las huellas de los zapatos de María. Si en algún momento no pudo estar a su lado, causas muy poderosas se lo impidieron.
Caído en combate su esposo, el mayor general Antonio Maceo y Grajales, el 7 de diciembre de 1896, María Cabrales se retiró a residir definitivamente en Santiago de Cuba en la Finca San Agustín. Falleció en la mañana del 28 de julio de 1905.
- Datos: Q6003468